# Чаплине
Ча́плине — селище в Україні, у Дубовиківській сільській громаді Синельниківського району Дніпропетровської області; залізничний вузол. Населення за переписом 2001 року становило 4126 осіб, за даними 2025 року становить 2905 осіб.

## Розташування і рельєф
Селище Чаплине розташоване у південно-східній частині Дніпропетровської області на Придніпровській низовині. Середня висота над рівнем моря — 170 м з невеликими підвищеннями до 180 м у південно-східному напрямку.
Чаплине знаходиться за 2,5 км від лівого берега річки Чаплина, на відстані 1 км від сіл Журавлинка (зах.) і Рівне (півд.), за 1,5 км — село Хуторо-Чаплине (півн.-сх.). Через селище проходить автомобільна дорога Т 0406 і залізниця, станція Чаплине.

## Історія
Назва селища походить від невеликої річки Чаплина, яка протікає поблизу нього.
Засновано наприкінці XIX століття під час будівництва Катерининської залізниці (1882–1884 рр.), яка сполучила Донецький кам'яновугільний і Криворізький залізорудний басейни. Входило до складу Олександрівського повіту Катеринославської губернії.
Після здачі в експлуатацію у 1898 році залізничної гілки Чаплине — Бердянськ станція перетворюється на залізничний вузол. Зі станції Улянівка сюди було переведено служби шляху і зв'язку, а також депо. В селищі поруч зі станцією проживали стрілочники, кочегари, зчіплювачі вагонів, кондуктори.
У 1896 році бельгійською компанією розпочато будівництво заводу «Кераміка», що пришвидшило розвиток селища і станції. У 1909 році через станцію Чаплине пройшло 26 000 вагонів хліба та інших вантажів.
У 1913 році відкрито перший навчальний заклад — залізничне училище.
7 (20) листопада 1917 року, відповідно до Третього Універсалу Української Центральної Ради, увійшло до складу Української Народної Республіки.
В роки Першої світової війни та Громадянської війни Чаплине завойовували різні війська, що діяли на цій території: квітень 1918 — німецько-австрійські війська; січень 1919 — війська Червоної Армії; червень 1919 — війська Добровольчої армії під командуванням генерала Денікіна; 30 грудня 1919 — остаточне завоювання селища Червоною армією, встановлення радянської влади.
Після адміністративної реформи 1923 року входить до Катеринославської округи Катеринославської губернії. Після низки реформ територіального устрою у 1932 році зрештою Чаплине стає частиною Васильківського району Дніпропетровської області.
Протягом 1920—1930 років розвиток Чаплиного і надалі був тісно пов'язаний із залізничною станцією. У 1937 році робочим колективом станції розроблено швидкісний метод обробки поїздів, який було схвалено Народним комісаріатом шляхів сполучення та запроваджено на всьому залізничному транспорті СРСР.
Під час організованого радянською владою Голодомору 1932—1933 років померло щонайменше 16 жителів селища.
1938 року Чаплине отримало статус селища міського типу.
4 жовтня 1941 року — окуповане німецькими військами. Захоплене радянськими військами 10 вересня 1943 року. Селищу та залізничній станції завдано значних руйнувань. На початку 1944 року рух поїздів по станції відновлено, відремонтовано депо і майстерні.
В післявоєнні роки Чаплине продовжує розвиватися як залізничний вузол, в 1958 році введено в дію тягову підстанцію, а у 1959 році — цех по виробництву шлакоблоків.
У 1960-ті роки в селищі діяли такі підприємства, як шляховий експериментальний капроновий цех, організація по електрифікації сіл та колгоспів «Сільенерго», метеорологічна станція, млин та маслоробня.
В ті ж часи відкрито відділення зв'язку, дитячий садок, пологовий будинок на 10 місць, будинок побуту. Також діяли селищна і залізнична поліклініки, дві школи (восьмирічна і повна).
12 червня 2020 року, відповідно до розпорядження Кабінету Міністрів України № 709-р від «Про визначення адміністративних центрів та затвердження територій територіальних громад Дніпропетровської області», увійшло до складу Дубовиківської сільської громади.
19 липня 2020 року, в результаті адміністративно-територіальної реформи та ліквідації Васильківського району, село увійшло до складу новоутвореного Синельниківського району.

## Російське вторгнення в Україну (2022)

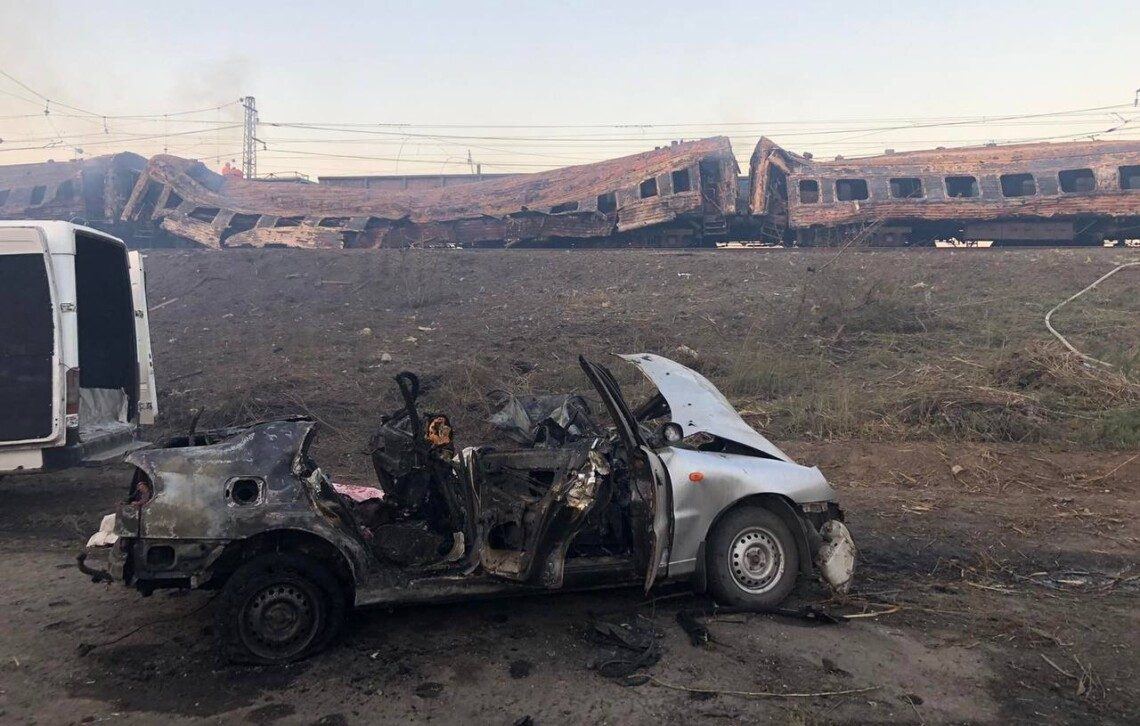
Attack on the railway station in Chaplin

27 травня 2022 року російські окупанти завдали удар трьома ракетами «Іскандер» по військовому полігону в Дніпровському районі Дніпропетровської області. Внаслідок обстрілу загинуло близько 10 людей. Двоє з них — мешканці  селища Чаплине Дніпропетровської області:
- Юнаш Дмитро Анатолійович (1988—2022);
- Жадько Роман Ігорович (1993—2022)[7].

24 серпня 2022 в День Незалежності України , під час Російського вторгнення в Україну, близько 20:30 російська армія здійснила ракетний обстріл залізничної станції в Чаплиному, внаслідок чого загинуло 25 осіб, серед яких двоє дітей, понад 50 поранено.

## Сучасність
Станція Чаплине Придніпровської залізниці залишається найбільшим діючим підприємством, життя селища тісно пов'язане з діяльністю станції. Багато жителів працює на різних підрозділах станції — тяговій підстанції, дистанції сигналізації та зв'язку, дільниці водопостачання, лінійній поліклініці, клубі залізничників.

### Соціально-побутова сфера
Селище частково газифіковане.
В Чаплиному працюють середня загальноосвітня школа (у 1996 році побудоване нове приміщення), неповна середня школа, комунальний дошкільний навчальний заклад «Калинка», селищна амбулаторія, бібліотека, поштове відділення.

## Населення
Зірочками позначені дані переписів населення, без зірочок — відомості Державного комітету статистики України станом на 1 січня відповідного року.
| 2001* | 2006  | 2007  | 2008  | 2009  | 2010  | 2011  |
| ----- | ----- | ----- | ----- | ----- | ----- | ----- |
| 4 126 | 3 954 | 3 934 | 3 939 | 3 925 | 3 923 | 3 928 |

### Мова
Розподіл населення за рідною мовою за даними перепису 2001 року:
| Мова            | Кількість | Відсоток |
| --------------- | --------- | -------- |
| українська      | 3736      | 90.55%   |
| російська       | 277       | 6.71%    |
| циганська       | 65        | 1.58%    |
| вірменська      | 26        | 0.63%    |
| білоруська      | 4         | 0.10%    |
| румунська       | 3         | 0.07%    |
| польська        | 1         | 0.02%    |
| інші/не вказали | 14        | 0.34%    |
| Усього          | 4126      | 100%     |

## Персоналії
Поет Віталій Павловський написав вірш «Станція Чаплине».
В поселенні народились:
- Варакута Діана Григорівна — українська художниця.
- Кайда Анатолій Григорович — герой Радянського Союзу.
- Коваленко Любов Михайлівна (1924—2013) — українська письменниця.
- Олександра Іллівна Стрельченко (1937—2019) — виконавиця народних пісень, народна артистка РРФСР

Похований:
- Іванов Максим Олегович (1987—2014) — солдат Збройних сил України, учасник російсько-української війни.